# Кушти
Кушти (хинди कुष्ती от перс. کشتی‎ «борьба», также кусти или пехлвани) — ряд стилей и методов борьбы, появившихся в Индии. Современный стиль борьбы, практикуемый в Индии, похож на европейскую вольную борьбу, в которую наряду с бросками и работой в партере включён широкий арсенал так называемых «замков». Борьба пришла в Индию в XIII—XIV веках из Ирана, где традиции борьбы имеют многовековую историю. В XVII веке, благодаря Рамдашу, «отцу» индийских атлетов, который ездил по Индии со своими учениками, проводя показательные выступления, борьба приобрела большую популярность. С приходом англичан и потерей независимости индийскими княжествами, где многие члены правящих династий покровительствовали ей, борьба приходит в упадок.
В XIX веке искусство борьбы стало возрождаться. Лучшим борцом был Гул Мухаммад, более известный как Великий Гама. Родился он в 1878 году, в Индии считался непобедимым борцом. В 1910 году в Лондоне он одержал победу над Роллером, одним из великих американских борцов.